# Campeonato Maranhense de Futebol de 1988
O Campeonato Maranhense de Futebol de 1988 foi a 67º edição da divisão principal do campeonato estadual do Maranhão. O campeão foi o Sampaio Corrêa que conquistou seu 21º título na história da competição. O artilheiro do campeonato foi Lamartine, jogador do Impertatriz, com 16 gols marcados.

## Premiação
| Campeonato Maranhense de 1988       |
| São Luís                            |
| ----------------------------------- |
| Sampaio Corrêa Campeão (21º título) |